# Natália Anderle
Natália Anderle (Roca Sales, 23 maggio 1986) è una modella brasiliana, eletta Miss Brasile 2008 il 13 aprile presso la Citibank Hall di San Paolo..

## Biografia
La modella è stata incoronata (con un gioiello creato da Ricardo Vieira) da Miss Brasile 2007, Natália Guimarães.
La vincitrice del concorso ha ricevuto il premio più ricco mai offerto sin dal 1954: 250,000 R$, una automobile ed un orologio in porcellana cinese. Miss Brasile 2008 ha rappresentato il Brasile a Miss Universo 2008, il 15 luglio a Nha Trang in Vietnam, ma non è riuscita a classificarsi.
Natália Anderle aveva rappresentato Encantado al concorso regionale nel quale era stata poi eletta Miss Rio Grande do Sul il 16 ottobre 2007. Quando le è stato chiesto cosa intendesse fare con il denaro vinto, la Anderle ha risposto che aiuterà i suoi genitori, agricoltori di Rio Grande.